# Alijassa poicila
Alijassa poicila är en spindelart som först beskrevs av Chamberlin 1916.  Alijassa poicila ingår i släktet Alijassa och familjen spökspindlar.
Artens utbredningsområde är Peru. Inga underarter finns listade i Catalogue of Life.